# Eucalyptus marsdenii
Eucalyptus marsdenii là một loài thực vật có hoa trong Họ Đào kim nương. Loài này được C.C.Hall mô tả khoa học đầu tiên năm 1914.